# 凸凹一番・二番
凸凹一番・二番（でこぼこ いちばん・にばん）は、兄弟漫才コンビ。旧芸名：桂光一・光二（かつら こういち・こうじ）。

## 人物と芸風
俳優としても活躍した夫婦漫才コンビ、桂竜夫・竜子の長男と次男。正統派のしゃべくり漫才で、東京の寄席を中心に出演。
2004年頃、凸凹一番・二番に改名した後、現在は活動休止中の模様。

## メンバー
- 凸凹一番（でこぼこ いちばん、本名：関根清一。1953年6月16日 - 、東京都出身）
- 凸凹二番（でこぼこ にばん、本名：関根二郎。1961年1月26日 - 、東京都出身）

## 出演番組
- ザ・テレビ演芸 （テレビ朝日系）
- お好み演芸会 （NHK総合テレビジョン）

## 受賞歴
- 第33回NHK新人漫才コンクール最優秀賞（1985年）